# Laurastar
Laurastar est une entreprise suisse spécialisée dans les systèmes de repassage haut de gamme et les purificateurs vapeur. Fondée en 1980, Laurastar est reconnue pour son innovation dans la technologie de soin des tissus, notamment grâce à sa technologie brevetée Dry Microfine Steam (DMS). Cette technologie produit une vapeur chauffée à 160°C et propulsée à grande vitesse, assurant un repassage et une désinfection efficaces des tissus sans recourir à des produits chimiques.

## Histoire
Fondée en 1980, la société est l'inventeur du système de repassage pour les particuliers. La société Divelit est d'abord une maison d'édition opérant sous le nom de Divelit (Diffusion Vente Littérature). Son fondateur Jean Monney rencontre  l'inventeur Carlo Bertami qui avait mis au point un fer à repasser à pression vapeur et commence à commercialiser son produit, qui rencontre un succès instantané. 
En 1990, Monney rachète la propriété intellectuelle du fer à repasser à pression vapeur à son inventeur pour 1,5 million de francs suisses. En 2000, la société est rebaptisée Divelit Laurastar (en référence à la styliste italienne Laura Biagiotti). 
À partir de 2017, Laurastar lance un concept de fer à repasser connecté qui analyse les mouvements de l'utilisateur. En septembre, le cofondateur de la société, Jean Monney, cède la direction générale de l'entreprise à ses deux enfants mais conserve la présidence du conseil d'administration. En 2022, la société sort un purificateur vapeur (Izzi) pour remplacer le détergents dans le nettoyage des intérieurs (surfaces et textiles) qui propulse une vapeur de 150 degrés à 104 km/h.   
Son siège se situe à Châtel-Saint-Denis dans le canton de Fribourg. Elle exporte 70 % de sa production dont 53 % en Europe. Plus de 2 millions de produits sont vendus dans le monde.

## Gamme de produits
La gamme des produits de l'entreprise se décline en trois types d'appareils et accessoires :
1. les systèmes de repassage (centrales vapeurs avec planche intégrée, certains modèles avec soufflerie et aspiration) ;
2. les centrales vapeurs (générateurs) ;
3. les accessoires de repassage.